# Wieblitz-Eversdorf
Wieblitz-Eversdorf is een plaats en voormalige gemeente in de Duitse deelstaat Saksen-Anhalt, en maakt deel uit van de Landkreis Altmarkkreis Salzwedel.
Wieblitz-Eversdorf telde eind 2023 219 inwoners.

## Geschiedenis
Wieblitz-Eversdorf is op 1 augustus 1972 ontstaan door de samenvoeging van de toenmalige gemeenten Eversdorf en Wieblitz.

## Indeling voormalige gemeente
De voormalige gemeente bestond uit de volgende drie Ortsteile, tegenwoordig niet tot een Ortschaft behorende Ortsteile van de gemeente Salzwedel:
- Eversdorf, met per 31 december 2023 121 inwoners, gelegen 6 km ten zuidwesten van de stad Salzwedel
- Groß Wieblitz, met per 31 december 2023 33 inwoners, 7 km ten zuidwesten van de stad Salzwedel
- Klein Wieblitz, met per 31 december 2023 65 inwoners, 6 km ten west-zuidwesten van de stad Salzwedel

## Evangelisch-lutherse dorpskerken

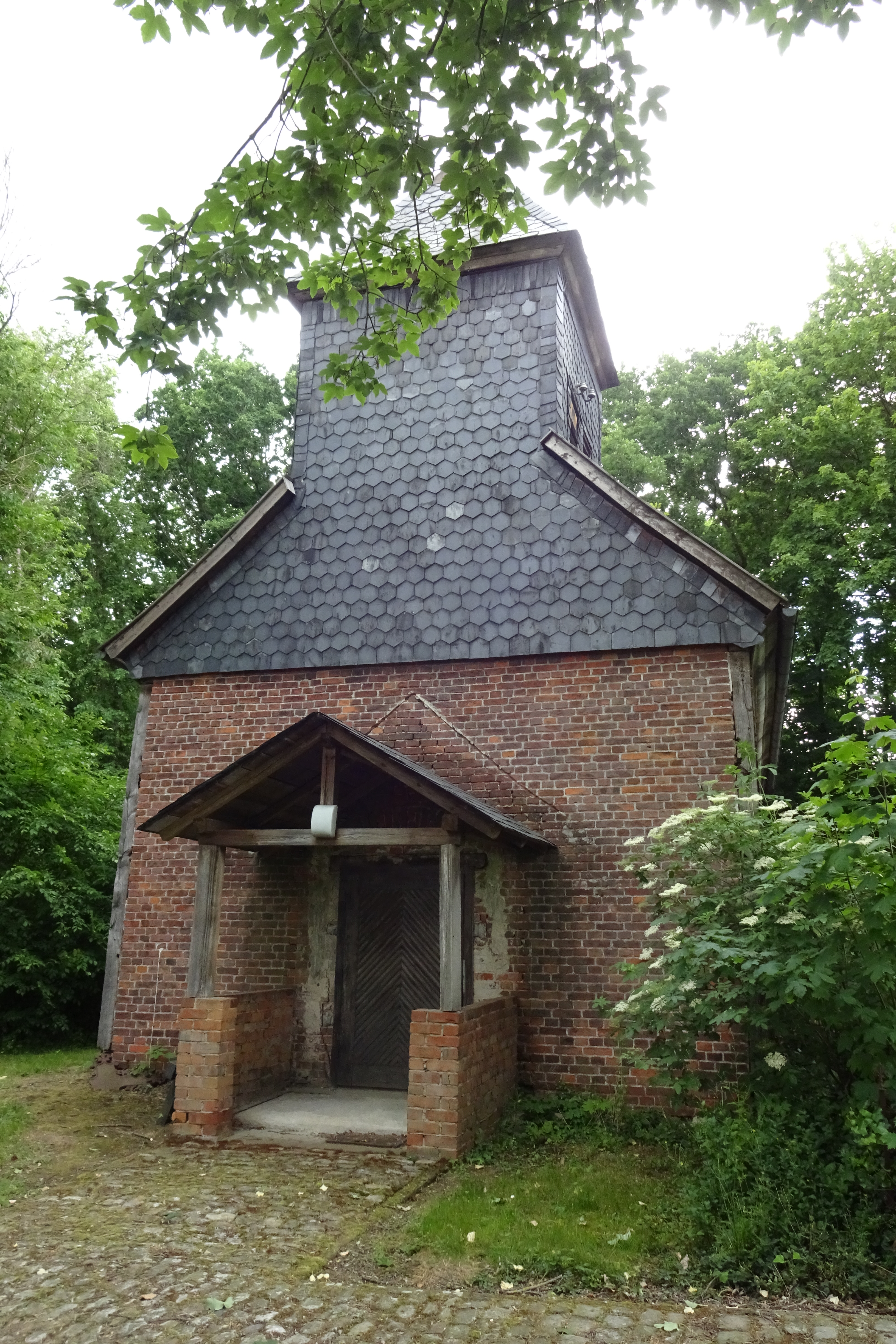
Eversdorf, bouwjaar ca. 1740
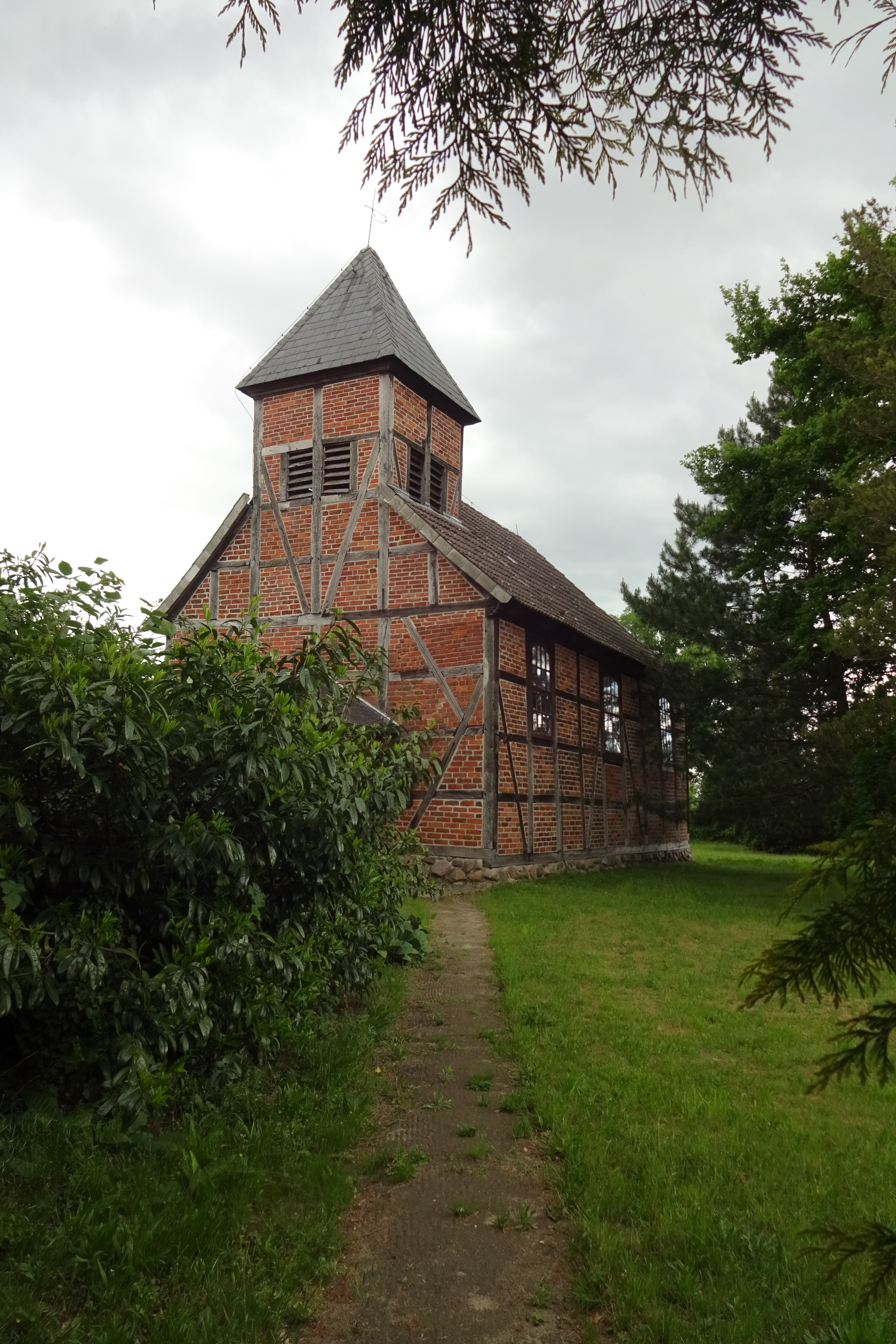
Groß Wieblitz, bouwjaar circa 1757
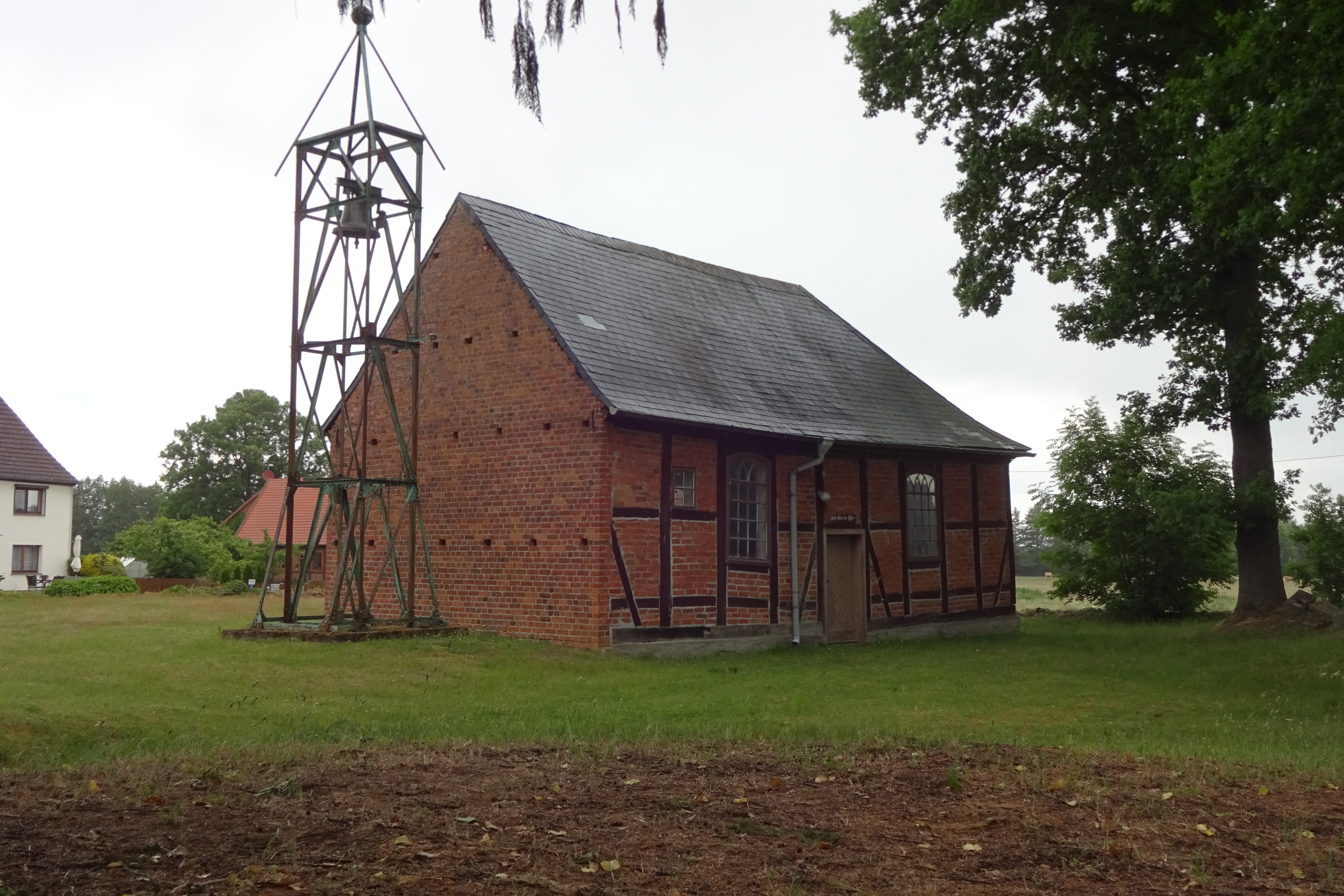
Klein Wieblitz, 19e-eeuwse kapel